# 南九州スバル
南九州スバル（みなみきゅうしゅうスバル）は、鹿児島県鹿児島市に本社を置くSUBARUのディーラーである。

## 沿革
- 1961年 - 鹿児島スバル自動車株式会社設立
- 1961年 - 宮崎スバル自動車株式会社設立
- 2006年 - 鹿児島スバル自動車と宮崎スバル自動車が統合して、「南九州スバル」が誕生。[2]
- 2008年 - 全国スバル販売店の再編により、福岡スバル傘下の事業会社となる。[3]

## 店舗
- 本社・下荒田店 - 鹿児島県鹿児島市下荒田
- 東開店・鹿児島BPセンター - 鹿児島県鹿児島市東開町
- 伊敷店 - 鹿児島県鹿児島市下伊敷
- 川内店 - 鹿児島県薩摩川内市中郷
- 隼人店 - 鹿児島県霧島市隼人町真孝
- 鹿屋店 - 鹿児島県鹿屋市今坂町
- 花ケ島店 - 宮崎県宮崎市花ヶ島町新地橋
- 宮崎南店 - 宮崎県宮崎市中村東
- 都城店 - 宮崎県都城市都北町
- 延岡店 - 宮崎県延岡市別府町